# Raad van Vlaanderen

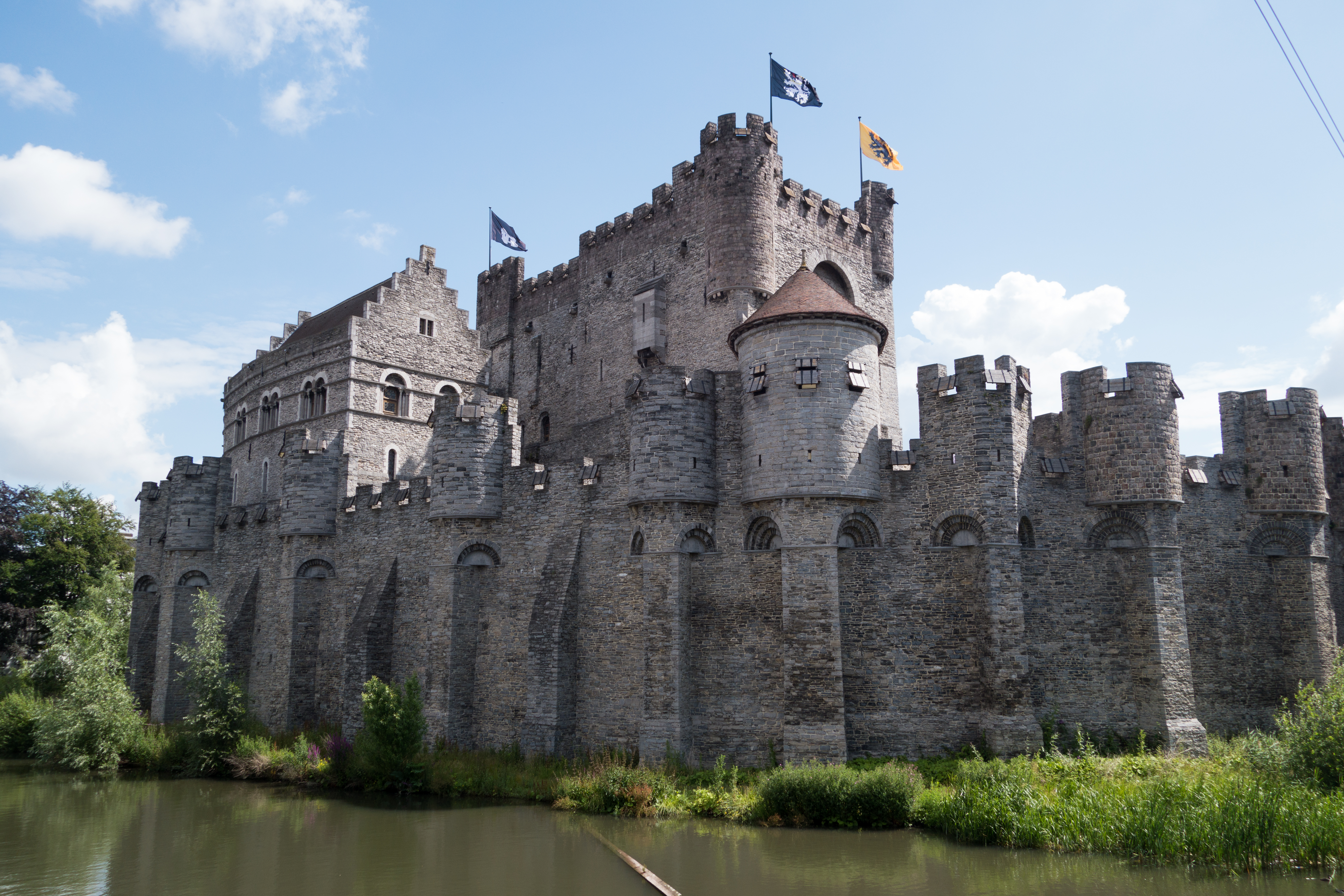
Het Gravensteen, eeuwenlang zetel van de Raad van Vlaanderen

De Raad van Vlaanderen was het hoogste politiek rechtscollege in het graafschap Vlaanderen.

## Geschiedenis
De instantie werd rond 1330 opgericht door graaf Lodewijk II van Nevers op aandringen van Jacob van Artevelde en heette aanvankelijk de Audiëntie ("terechtzitting"). In 1386 formaliseerde Filips de Stoute de gespecialiseerde kernen binnen zijn grafelijke raad tot een Camere van den Rade (Chambre du Conseil), waarvan de zetel werd gevestigd te Rijsel. Uit deze Kamer verzelfstandigden zich de Raad van Vlaanderen en de Rekenkamer van Vlaanderen. In 1405 werd de zetel van de Raad op aanvraag van de leden overgebracht van Rijsel naar Oudenaarde. De Raad bleef hier slechts twee jaar gevestigd en verhuisde in 1407 naar het Gravensteen in Gent. 
Twee keer kwam het tot een scheuring. Tijdens de Gentse Republiek vertrokken de koningsgezinde raadsheren naar Douai, waar ze zetelden van 1580 tot 1585. Ondertussen functioneerde in het Gravensteen een tweede, rebellerende Raad onder Adolf van Meetkerke. De situatie herhaalde zich tijdens de bezetting van Gent door Lodewijk XIV in 1678-1679. President Errembault en tien raadsheren legden de eed af onder Frans gezag, terwijl elf loyalisten vertrokken en in Brugge een tweede Raad vormden.
Vanaf de 16e eeuw kenden de Nederlandse provincies, naast de Raad van elke provincie, nog een overkoepelend rechtscollege in de Grote Raad van Mechelen. Met de afschaffing van het ancien régime in 1795 verdween ook de Raad.
Tijdens de Tachtigjarige Oorlog ontstond Staats-Vlaanderen als generaliteitsland van de Republiek der Verenigde Nederlanden; dit gebied had een eigen Staatse Raad van Vlaanderen, gevestigd te Middelburg. Deze raad werd in 1795 afgeschaft. Na de Franse tijd, waarin het bij het Scheldedepartement was ingedeeld en vanuit Gent werd bestuurd, werd Staats-Vlaanderen als Zeeuws-Vlaanderen volwaardig deel van de provincie Zeeland.

## Bevoegdheid
De voornaamste bevoegdheid van de Raad van Vlaanderen was de rechtspraak. Enerzijds behandelde de Raad zaken die voor hem gereserveerd waren. Deze zaken waren inbreuken tegen het recht van de vorst zoals valsemunterij, majesteitsschennis en oproer.
Anderzijds was de Raad van Vlaanderen ook een beroepshof, waar beroep kon aangetekend worden tegen vonnissen van lagere gerechtshoven.

## Locaties
Aanvankelijk was de Raad gevestigd op het grafelijke Hôtel de la Salle in Rijsel. Na de verzelfstandiging van de gerechtelijke sectie werd deze op 1 augustus 1405 overgebracht naar Oudenaarde. Dit werd niet de vaste stek, want doorheen de 15e eeuw zou de zetel van de instelling voortdurend wijzigen. Uit Oudenaarde verhuisde de Raad op 30 april 1407 naar het Gravensteen in Gent. Door een conflict besliste Filips de Goede op 2 oktober 1439 de Raad te ontbinden en hem op 8 oktober weer in te stellen in Kortrijk. Op aandringen van het Gentse stadsbestuur keerde hij al op 10 juli 1440 terug. Eind 1447 werd de Raad van Vlaanderen verplaatst naar Dendermonde en in november 1451 volgde een verhuizing naar het Zaalhof in Ieper. In 1463 ving een derde verblijf in het Gravensteen aan. Op bevel van keizer Maximiliaan I werd de zetel met ingang van 1488 overgebracht naar het minder woelige Brugge, maar dat was een misrekening. In mei volgde een terugkeer naar Gent en in januari 1490 ging het nog eens naar Dendermonde. Van 5 oktober 1492 tot 5 maart 1498 zetelde de Raad weer in het Ieperse Zaalhof, om dan definitief terug te keren naar Gent. Tijdens de scheuringen van 1580-1585 en 1678-1679 waren er weliswaar concurrerende raden in resp. Douai en Brugge, maar ook in Gent bleef telkens een Raad van Vlaanderen actief. Na bijna twee eeuwen ononderbroken activiteit in het Gravensteen, bracht de raad vanaf 1778 zijn laatste jaren door in het Jezuïetenklooster van Gent.

## Presidenten
Dit waren de presidenten van de Raad van Vlaanderen en de periode van hun voorzitterschap:
| Pieter van der Zijpe (1386-1404)             | Willem van Pamele                                 |
| Pieter van Camdonck (1404-1409)              | Nicolaas Damant (1585), geweigerd                 |
| Simon van Formelis (1409-1440)               | Jacob Bogaert (1587-1596)                         |
| Goswin de Wilde (1440-1445)                  | Jacques Liebart (1598-1605)                       |
| Gillis van der Woestyne (1451-)              | Willem van Corenhuyse (1605-1617)                 |
| Andries Colin (1465-1479)                    | Marcus de Hertoghe (1617-1626)                    |
| Thomas de Plaine, waarnemend (1475-1477)     | Guilielmus Wyts (1626-1641)                       |
| Paul de Baenst (1479-1497)                   | Aurelius Augustinus van Male (geweigerd)          |
| Filips Wielant, waarnemend (1488-1492)       | Filips Willem van Steenhuys (1649-1650)           |
| Jean le Sauvage (1497-1509)                  | Jean-Baptiste della Faille d'Assenede (1650-1666) |
| Richard Rogier                               | Lodewijk Errembault (1668-1679)                   |
| Nicolaas Utenhove (-1527)                    | Antoon vander Piet (1679-1706)                    |
| Pieter Tayspil (-1540)                       | Antoon Sersanders de Luna (1706-1721)             |
| Lodewijk Helleweghe (1541-1556)              | François-Aloyse vander Meersch (1722-1739)        |
| Adriaan vander Burgh                         | Frederik Varendoncq (1739-1740)                   |
| Jacob de Blasere (-1558)                     | Karel-Filip Patijn (1742-1772)                    |
| Jacob Martens (-1573)                        | Louis de Keerle (1772-1781)                       |
| Adolf van Meetkerke, afscheuring (1580-1585) | Jan Diericx (vanaf 1782)                          |

## Voetnoten
1. ↑  Joke Verfaillie, Het archief van de Raad van Vlaanderen (1386-1795), gids voor de gebruiker, Brussel, 2014, p. 25
2. ↑  Encarta-encyclopedie Winkler Prins (1993-2002) s.v. generaliteitslanden. Microsoft Corporation/Het Spectrum.
3. ↑  Joke Verfaillie, Het archief van de Raad van Vlaanderen (1386-1795), gids voor de gebruiker, Brussel, 2014, p. 19-21
4. ↑  Volgens Foppens gestopt in 1407, maar vermoedelijk heeft hij zijn voorzitterschap nog een paar jaar gecombineerd met het Brabantse kanselierschap.
5. ↑  Andries Colin, die in 1475 zijn voorzitterschap ter beschikking had gesteld, keerde in 1477 nog eens terug, maar nam niet veel later ontslag.
6. ↑  Ook: Reniger, Reingher, Reyenger